# Rodrigo Mejía
Rodrigo Mejía Álvarez (Ciudad de México, 23 de noviembre de 1975 - Mérida, 11 de febrero de 2021) fue un actor mexicano.

## Biografía
Fue conocido por sus papeles en telenovelas como Fuego en la sangre, Cuidado con el ángel, Lo imperdonable y Tres familias, su última telenovela, en la que fue protagonista.
Falleció el 11 de febrero de 2021, a la edad de 45 años, por complicaciones del COVID-19, su muerte fue anunciada el 12 de febrero, por su esposa la presentadora de televisión Gaby Crassus y su hermano Salvador Mejía quien confirmó que su padre Salvador Mejía también había fallecido de COVID-19.

## Filmografía

### televisión
| Año       | Título                       | Personaje                   | Los grados                                           |
| --------- | ---------------------------- | --------------------------- | ---------------------------------------------------- |
| 1999      | Besos prohibidos             | Levya                       |                                                      |
| 2000      | El amor no es como lo pintan | José González               |                                                      |
| 2001      | El juego de la vida          | Fabián Medina               |                                                      |
| 2002      | Mujer, casos de la vida real |                             | Episodio: "Escándalo"                                |
| 2003      | Amar otra vez                | Gustavo Medina Castillo     |                                                      |
| 2005      | Soñar no cuesta nada         | Mauricio Lizalde            |                                                      |
| 2005      | Pablo y Andrea               | Rodrigo Castro              |                                                      |
| 2006      | Mundo de fieras              | Rogelio Cervantes Bravo     |                                                      |
| 2006      | Guerra de los sexos          | Él mismo                    | Episodio: "Los Querendones Vs. Soñar no cuesta nada" |
| 2008      | Fuego en la sangre           | Benito Uribe                |                                                      |
| 2008      | Cuidado con el ángel         | Nelson Acuña                |                                                      |
| 2010      | La rosa de Guadalupe         | Edgar                       | Episodio: "Plan Maestro Para Hijos En Vacaciones"    |
| 2011      | Una maid en Manhattan        | Gregorio                    |                                                      |
| 2015      | Lo imperdonable              | Nicolas                     | 48 episodios                                         |
| 2016      | Ruta 35                      |                             | Episodio: "Episodio n. ° 1.1"                        |
| 2017      | Tres familias                | Gonzalo Adolfo del Pedregal |                                                      |
| 2017      | Corre Coyote Corre           | Asesino Estrada             | Episodio: "Sin Límite de Tiempo"                     |
| 2020-2021 | Control Z                    | Papá Natalia                |                                                      |

### Cine
| Año  | Título             | Personaje | Los grados |
| ---- | ------------------ | --------- | ---------- |
| 2003 | El secreto secreto | Luis      |            |
| 2004 | Las lloronas       | Luis      |            |
| 2017 | El Eterno Silencio | Daniel    |            |